# Keith Cottingham
Keith Cottingham (* 1965 in Los Angeles, Kalifornien) ist ein US-amerikanischer Künstler und Fotograf. Er lebt und arbeitet in San Francisco, Kalifornien und gilt als einer der Pioniere der Digital Art.

## Ausbildung
Im Alter von 18 Jahren begann Cottingham für zwei Jahre an der California Polytechnic State University in San Luis Obispo zu studieren. Ab 1987 bis 1988 lernte er dann zudem am Suite 3D - Center for Computer Art, ebenfalls in San Francisco. Im Jahr 1988 absolvierte er seinen Bachelor am Center for Interdisciplinary Programs an der San Francisco State University. Ab 1989 lernte er zudem am Computer Arts Institute, erneut in San Francisco.

## Werke
Cottingham's Arbeiten spielen mit dem Gegensatz von Realität und Fiktion. Er arbeitet dabei mit verschiedenen (foto)technischen, digitalen Vorgängen. Hierbei wird stets die Kunst und dabei die Fotografie im Besonderen, hinterfragt.
- Ficticious Portraits, 1992
- History Pre-purposed, 1999
- Future Pre-Purposed, 2004
- Ice Caves, 2006
- Growth, 2007
- Biology & Cosmology, 2016

### Ficticious Portraits, 1992
Die Ficticious Portraits aus dem Jahr 1992 bildet die wohl bisher bekannteste Serie des Künstlers. Hierbei arbeitet er mit verschiedenen anatomischen Zeichnungen und Konstruktionen aus Wachs sowie mit einer Vielzahl von digitalen Zeichnungen. Die Serie, die vor schwarzem Hintergrund junge, männliche Figuren zeigen, erinnert sehr stark an menschliche, fotografische Porträts. Die Figuren wirken dabei verblüffend realitätsnah, jedoch wurden in der Entstehung keine tatsächlich menschlichen Modelle benutzt, sodass es rein fiktive, simulierte Bildnisse sind. Daher werden die einzelnen Werke auch mit „Constructed Photographic Images“ beschrieben. Cottinghams Ziel ist es hierbei, die Grenze zwischen Körper und Geist, sowie von Bild und Materie zu untersuchen. Parallel hierzu wird zudem die Authentizität und das Medium der Fotografie hinterfragt.

## Ausstellungen
Keith Cottingham nahm an zahlreichen Einzel- und Gruppenausstellungen in den USA und  in weiten Teilen Europas teil.

### Einzelausstellungen
- Artist Television Access, San Francisco, CA, The Self ans it's Other; the Beautiful: the Erotic; the Artificial, 1988.
- Gallery LaGreca, San Francisco, CA, Fictitious Self-Portraits, 6. August bis 13. September 1992.
- Christopher Grimes Gallery, Santa Monica, CA, Keith Cottingham, 25. März bis 23. April 1994.
- Christopher Grimes Gallery, Santa Monica, CA, Keith Cottingham, 14. März bis 11. April 1998.
- Ronald Feldman Fine Arts, New York, NY, Keith Cottingham, 27. Februar bis 3. April 1999.
- Kunsthalle Krems, Krems, Österreich, Tomorrow Forever, Photography as Decay, 20. März bis 16. Mai 1999.
- Rudolf Mangisch Gallery, Zürich, Schweiz, Keith Cottingham, 28. April bis 28. Mai 2000.
- Espace d’Art –Yvonamor Palix, Paris, Frankreich, Keith Cottingham, 2000.
- Ronald Feldman Fine Arts, New York, NY, Constructed Photographs, 20. März bis 17. April 2004.[9]

### Gruppenausstellungen (Auswahl)
- The Lab, San Francisco, CA, Benefit for the Lab, 1988.
- San Francisco State University, San Francisco, CA, Symposium on Virtual Space, 1988.
- Eye Gallery, San Francisco, CA, New Directions in Photography, 1989.
- Intersection Gallery, San Francisco, CA, New Works in Photography, 12. Dezember bis 15. Januar 1993.
- Ronald Feldman Fine Arts, New York, NY, UNTITLED (14), 13. November bis 23. Dezember 1993.
- Los Angeles County Museum of Art, Los Angeles, CA, New Acquisitions/New Work/New Directions #2: Photography from the Collection, 28. April bis 10. Juli 1994.
- Espace Tour Eiffel Paris, Paris, Frankreich, FIAC 94, 8. bis 16. Oktober 1994.
- Espace d’ Art - Yvonamor Palix, Paris, Frankreich, In Corpus Machina, 1. Juni bis 18. Juli 1995.
- University Art Museum, University of California at Berkeley, CA, We Look and See, 1995.
- Lehman College Art Gallery, Bronx, NY, Fact Fiction and Truth: Contemporary Portraits, 19. September bis 16. Dezember 1995.
- Basel, Espace d’Art, Yvonamor Palix, Paris, Art 21, 1996.
- Rotterdam, Espace d’Art, Yvonamor Palix, Paris, Frankreich, Paradox, 1996.
- Arles, Frankreich, Rencontres Internationales de la Photographie, 1996.
- Milwaukee Art Museum, Milwaukee, WI, Identity Crisis: Self-Portraiture at the End of the Century, 1997.
- Siemons AG, München, Deutschland, Photography After Photography, 1997.
- Neue Galerie Graz, Österreich, The Anagrammatical Body: The Body and its Media Construction, 9. Oktober 1999 bis 29. Februar 2000, and travel to: ZKM – Center for Art and Media Technology, Karlsruhe, Deutschland, 7. April bis 18. Juni 2000.
- Arken Museum for Moderne Kunst, Ishøj, Dänemark, Body & Existence / Krop & Eksistens, 15. September bis 15. Januar 2001.
- Rockford Art Museum, Rockford, IL, Lifelike, 11. Mai bis 22. Juli 2001.
- JG Contemporary, New York, NY, Nature Photography, 11. Juli bis 7. August 2003.
- Städtische Museen Heilbronn, Deutschland, Exposed: The Nude in the 20th Century Photography, 24. April bis 4. Juli 2004.[10]

## Auszeichnungen
Seine erste Auszeichnung gewann Cottingham im Rahmen des Prix Ars Electronica mit einer Auszeichnung für Computer Graphics in Linz, Österreich im Jahr 1994. 1995 bekam Cottingham in New York ein Stipendium der Art Matters Foundation. Im selben Jahr wurde ihm zudem die „Regional Fellowship - Visual Artists Photography“ in Santa Fe zu Teil.